# Bazyli Mochnacki

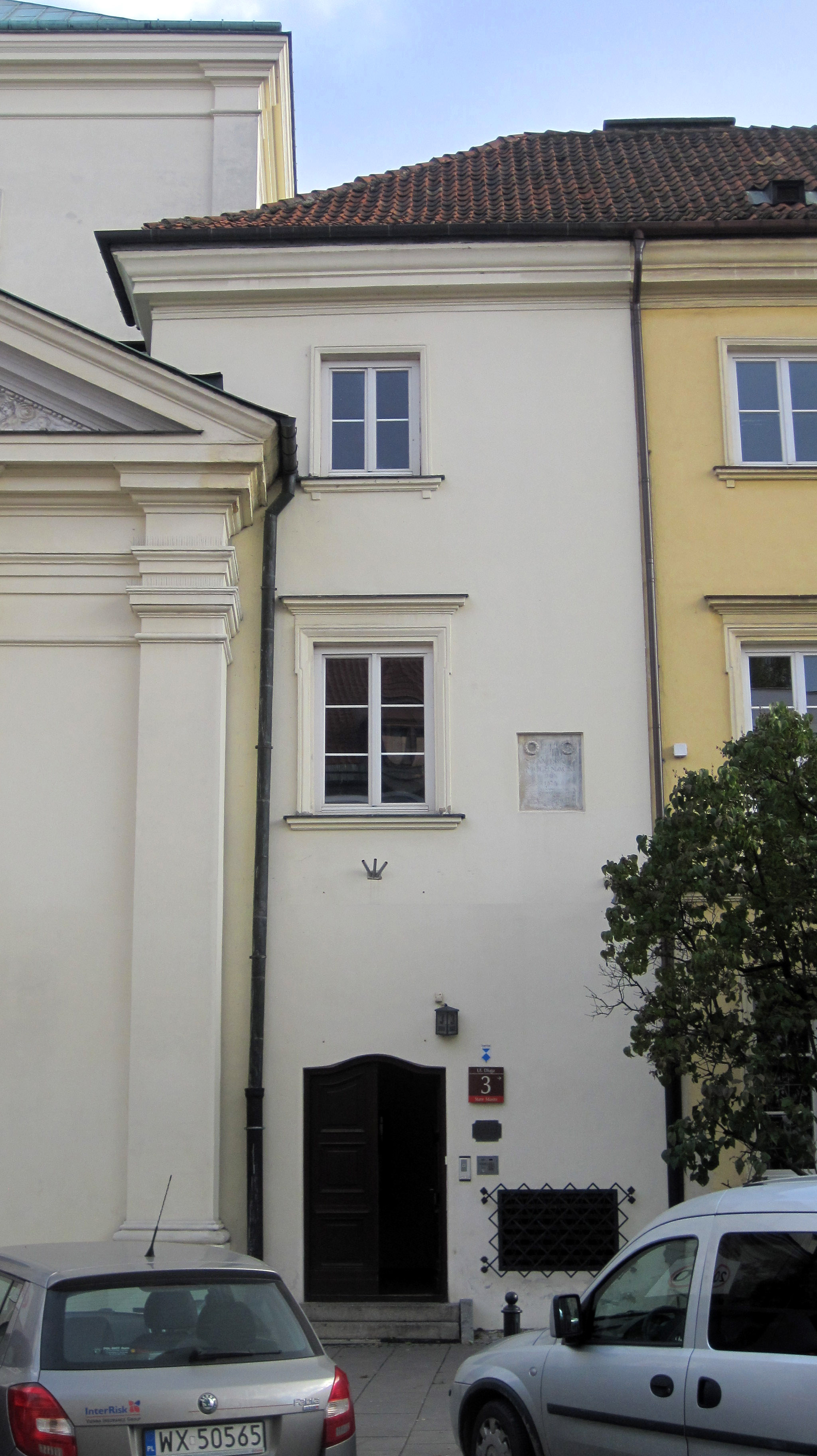
Dawny dom rodziny Mochnackich w Warszawie przy ul. Długiej 3

Bazyli Mochnacki (ur. 1777, zm. 1844) – prawnik, działacz polityczny, publicysta, powstaniec kościuszkowski, właściciel ziemski; ojciec Maurycego Mochnackiego, Kamila Mochnackiego i Tymoleona Mochnackiego.

## Życiorys[1]
Urodził się w roku 1777 w nieznanym miejscu. Około roku 1800 poślubił Marię Pągowską. Był właścicielem majątku Bojaniec, w dawnym powiecie żółkiewskim. Tam też na świat przyszli synowie Bazylego – Maurycy i Kamil. Ponadto Bazyli posiadał majątek w Czersku pod Warszawą.
Ukończył studia na wydziale prawa Uniwersytetu Józefińskiego. W roku 1794, jako siedemnastolatek, brał udział w powstaniu kościuszkowskim, w czasie którego został odznaczony przez Tadeusza Kościuszkę Krzyżem Żelaznym. Po upadku insurekcji powrócił w rodzinne strony.
Z racji zdobytego gruntownego wykształcenia prawniczego i opinii człowieka o nieskazitelnym charakterze, Bazyli cieszył się dość dużą popularnością zawodową. Najznakomitsze rody magnackie polskie (m.in. Radziwiłłowie, Potoccy) powierzały Bazylemu pod opiekę swoje „najważniejsze interesa”, mimo iż formalnie Bazyli nie posiadał tytułu adwokata. Swoją wiedzę przekazał w warunkach domowych synowi Maurycemu, dzięki czemu Maurycy, mimo iż rzadko pojawiał się w murach uczelni na wykładach, nie miał żadnych trudności z egzaminami na Uniwersytecie Warszawskim.
Nie brał czynnego, z bronią w ręku, udziału w wojnach napoleońskich, ani w powstaniu listopadowym, jednak był wówczas aktywny na polu publicystyki i dyplomacji.
3 sierpnia 1809 r. wchodził w skład delegacji polskiej do stacjonującego w pałacu Schönbrunn Napoleona. Polacy, po złożeniu hołdu, apelowali do cesarza Francuzów o objęcie swoją opieką całej Galicji i przyłączenie jej do Księstwa Warszawskiego. Ku rozczarowaniu delegatów, w tym wywodzącego się z Galicji Bazylego, cesarz udzielił wymijającej odpowiedzi, a w kwestii wskrzeszenia niepodległej Polski – stwierdził wprost, iż jest ona „rzeczą niemożliwą”. Na mocy traktatu pokojowego w Schönbrunn, część Galicji (łącznie z Bojańcem Mochnackich) zdobyta w 1809 roku przez Polaków przypadła na powrót Austrii.
Po upadku Napoleona, Bazyli Mochnacki, jako niegdysiejszy poseł do cesarza i mający opinię polskiego patrioty, został poddany ścisłemu nadzorowi ze strony policji austriackiej. Odtąd pogorszeniu uległa także sytuacja materialna Mochnackich, co zmusiło ich do porzucenia rodzinnego Bojańca i przeniesienia się do Lwowa (w 1815 r.; we Lwowie Mochnacki był m.in. adwokatem Jana Krukowieckiego), a następnie do Warszawy (w 1819 r.). W stolicy Królestwa Polskiego rodzina Mochnackich zamieszkała w kamienicy paulinów przy ul. Freta (obecnie ul. Długa 3). Bazyli początkowo pracował jako asesor w prokuratorii królewskiej, a następnie jako urzędnik w Komisji Oświecenia i Wychowania Publicznego. Był także kandydatem do objęcia stanowiska referendarza stanu, jednak kandydaturę tę zablokował sam wielki książę Konstanty, pamiętający Bazylemu „nieprawomyślne” (tzn. w duchu patriotycznym) wychowanie synów – Maurycego i Kamila.
Po wybuchu powstania listopadowego był jednym ze współorganizatorów Towarzystwa Patriotycznego. 2 grudnia 1830 r. brał udział w słynnej deputacji Towarzystwa do Rady Administracyjnej z żądaniami zaatakowania korpusów rosyjskich, pojmania wielkiego księcia Konstantego, obwołania oficerów niechętnych powstaniu zdrajcami kraju i in. Żądania „Klubu” nie zostały jednak spełnione, a samo Towarzystwo Patriotyczne zostało wkrótce rozbite m.in. przez stronników gen. Józefa Chłopickiego. Po reaktywacji Towarzystwa w styczniu 1831 r., postulował organizację sądów przysięgłych, popierał też wniosek Jana Leszczyńskiego o zagwarantowanie włościanom własnej reprezentacji w Sejmie.
W grudniu 1830 r. opublikował broszurę Sprawa Birnbauma, w której opisywał i krytycznie oceniał działalność policyjno-szpiegowską i przestępczą Józefa Mateusza Birnbauma (jednego z najbardziej znienawidzonych agentów tajnej policji) w Warszawie, w latach 1822–1824; analizował też związki Birnbauma z władzami ówczesnej Warszawy, dzięki którym Birnbaum miał zapewnioną protekcję w wytaczanych przeciwko niemu procesach sądowych. Broszura Bazylego Mochnackiego jest dziś określana mianem „jednego z pierwszych w polskiej literaturze sensacyjnej reportaży kryminalnych”.
Był założycielem i współredaktorem Nowej Polski – organu prasowego Towarzystwa Patriotycznego, wydanego po raz pierwszy w dniu 5 stycznia 1831 r. (wcześniej należał do redakcji Kuriera Polskiego). Pismo upadło wraz z Warszawą, we wrześniu tego samego roku.
Po upadku powstania ukrywał się przed ścigającą go policją. Zbiegł wraz z małżonką Marią, synem Tymoleonem Mochnackim i córkami do Galicji (przebywali m.in. w majątku państwa Cieńskich w Polance Wielkiej, a później we Lwowie). Pomimo bardzo trudnej sytuacji materialnej, w jakiej znalazła się rodzina Mochnackich, Bazyli czynił starania o pozyskanie kontrahentów skłonnych sfinansować pierwsze wydanie Powstania narodu polskiego w roku 1830 i 1831 Maurycego Mochnackiego, co częściowo udało się dzięki odnowieniu dawnych kontaktów Bazylego na terenie Galicji.
Przez wiele lat borykał się z genetyczną gruźlicą, na którą zmarł w roku 1844 i którą odziedziczyli po nim synowie – Maurycy i Kamil.